# كازوكي شيميزو
كازوكي شيميزو (باليابانية: 清水一希) هو ممثل ياباني، ولد في 24 أبريل 1990 بطوكيو في اليابان.

## أعمال

### مسلسلات
- كيه

## وصلات خارجية
- كازوكي شيميزو على موقع IMDb (الإنجليزية)
- كازوكي شيميزو على موقع قاعدة بيانات الفيلم (الإنجليزية)